# 田中紘治
田中 紘治（たなか こうじ、1977年2月10日 - ）は、日本の音楽ディレクター（実質的にはプロデューサーでもあるが、肩書きは一貫して「ディレクター」を用いる）、ソングライター・編曲家。AqbiRec代表取締役。北海道出身。作詞家としてのクレジットは「空五倍子」（うつぶし）。

## 略歴
中学生の頃は漫画家を目指しており、出版社の漫画賞に入選し、担当の編集者が付いていたこともある。
漫画の書き方を工夫する中、コマ割りも映画的になり、実際に人やカメラも動かしてみたいという願望が生まれ、高校卒業後、映像の専門学校に進む。
2000年前後は北海道で映像の仕事をしながら、クラブで週4回イベントを主催。その頃はサイケデリックトランスにどっぷりとハマっていたという。
上京後、映像の仕事を続ける中、仕事（「小中高一貫 ももえび学園〜ももいろクローバーの部」（つくばテレビ）で関わったももいろクローバーZのライブに衝撃を受けアイドルに興味を持つようになる。また、BiS「nerve」のMV撮影に参加した研究員（ファン）がオタクの基準となったという。
2011年、アイドル育成プロジェクト・クリムゾン印刷設立。2012年、BELLRING少女ハート（ベルハー）結成、ディレクターとして楽曲制作に携わり、同年AqbiRecを設立、運営も担当することになる。また、「空五倍子」の変名で作詞を担当、鼻歌で作曲を行っていた。
2016年12月、BELLRING少女ハート活動休止（のちに「崩壊」と呼ばれることになる）。翌2017年には、後継グループ（当時はベルハーの改名扱い）となるThere There Theres、サイケデリックトランスアイドルのMIGMA SHELTER、柳沢あやののソロユニット・CLOCK & BOTANを結成。
2018年には柳沢を中心としたグーグールルを結成。
2019年、THERE THERE THERES解散。元メンバーの平澤芽衣率いるNILKLY、朝倉みずほのソロユニット・ATOMIC MINISTRYからは作詞・作曲に加え編曲も行っている。
2022年、ベルハー結成10周年を記念して、期間限定でBELLRING少女ハート '22を結成。また、朝倉が参加する新グループ・Finger Runsを結成。

## 作品

### テレビ番組
- 小中高一貫 ももえび学園〜ももいろクローバーの部（2010年 - 2011年、つくばテレビ）
- アフィリア・サーガ・クエスト（2010年 - 2012年、つくばテレビ）

### 映像作品
- 「加護亜依 vs. FRIDAY」（2009年、GPミュージアム）監督

### ミュージック・ビデオ
- BiS「nerve」、「パプリカ」監督